# 布里奇沃特鎮區 (密西根州)
布里奇沃特鎮區（英語：Bridgewater Township）為美國密西根州沃什特瑙縣轄下之行政鎮區。根據2010年美國人口普查，此鎮區人口有1,674人。

## 歷史
布里奇沃特鎮區於1833年成立。此鎮區原稱希克森鎮區（Hixon Township），係以1829年定居於此之丹尼爾·希克森（Daniel Hixon）為名，後來開拓者喬治·A·豪（George A. Howe）將此鎮區更為現名。當前此鎮區的名稱係以紐約州奧奈達縣布里奇沃特鎮為名，原因為當地居民（包含喬治·A·豪的母親）多數來自於紐約州。
此鎮區之郵政局於1833年4月3日設立，原稱哥倫比亞湖（Columbia Lake），1843年5月8日更名為布里奇沃特；1869年停業；1871年重新開業。

## 地理
根據美国人口调查局的資料，布里奇沃特鎮區涵蓋總面積為36.6平方英里（94.7平方），其中陸地面積為36.2平方英里（93.7平方），水域面積為0.42平方英里（1.1平方）或1.15%。
雷森河流經此鎮區西半部，而坐落於此鎮區東北部之喬斯林湖（Joslin Lake）為薩林河的源頭。

### 聚居地
- 布里奇沃特（Bridgewater）為非建制地區，位於此鎮區東北角。該地區坐落於安娜堡西南方，兩地相距15英里（24）[6]。該地區之郵區編號為48115。

## 人口統計
根據2010年美國人口普查，布里奇沃特鎮區人口有1,674人，其中男性有845人，女性有829人，人口密度為每平方公里46人，住房計672棟，住戶計627戶。鎮區內的白人有1,623人，非裔美國人有2人，美洲原住民有4人，亞裔美國人有8人，太平洋島裔美國人有0人，其他種族有17人，混血種族則有20人。此外鎮區內有36人為西班牙裔或拉丁裔美國人。此鎮區之年齡中位數為44.7歲，而男性年齡中位數為45.1歲，女性年齡中位數為44.4歲。
| 男性 | 年齡  | 女性 |
| ---- | ----- | ---- |
| 8    | 85+   | 16   |
| 10   | 80-84 | 13   |
| 23   | 75-79 | 19   |
| 27   | 70-74 | 35   |
| 62   | 65-69 | 44   |
| 62   | 60-64 | 61   |
| 71   | 55-59 | 69   |
| 83   | 50-54 | 85   |
| 78   | 45-49 | 66   |
| 73   | 40-44 | 82   |
| 28   | 35-39 | 44   |
| 36   | 30-34 | 27   |
| 29   | 25-29 | 32   |
| 43   | 20-24 | 25   |
| 68   | 15-19 | 55   |
| 48   | 10-14 | 67   |
| 53   | 5-9   | 42   |
| 43   | 0-4   | 47   |

## 圖片

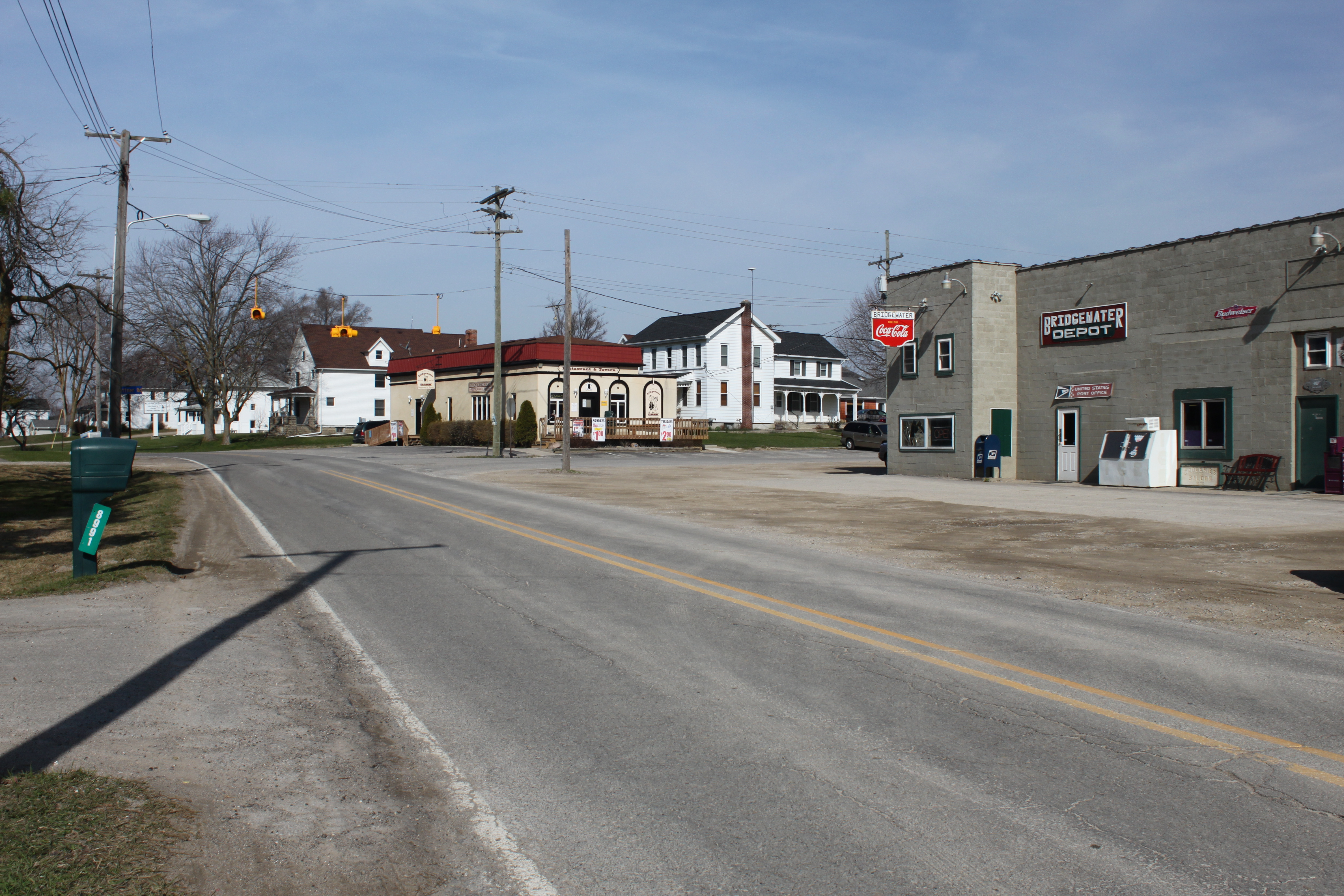
奧斯汀路（Austin Rd.）
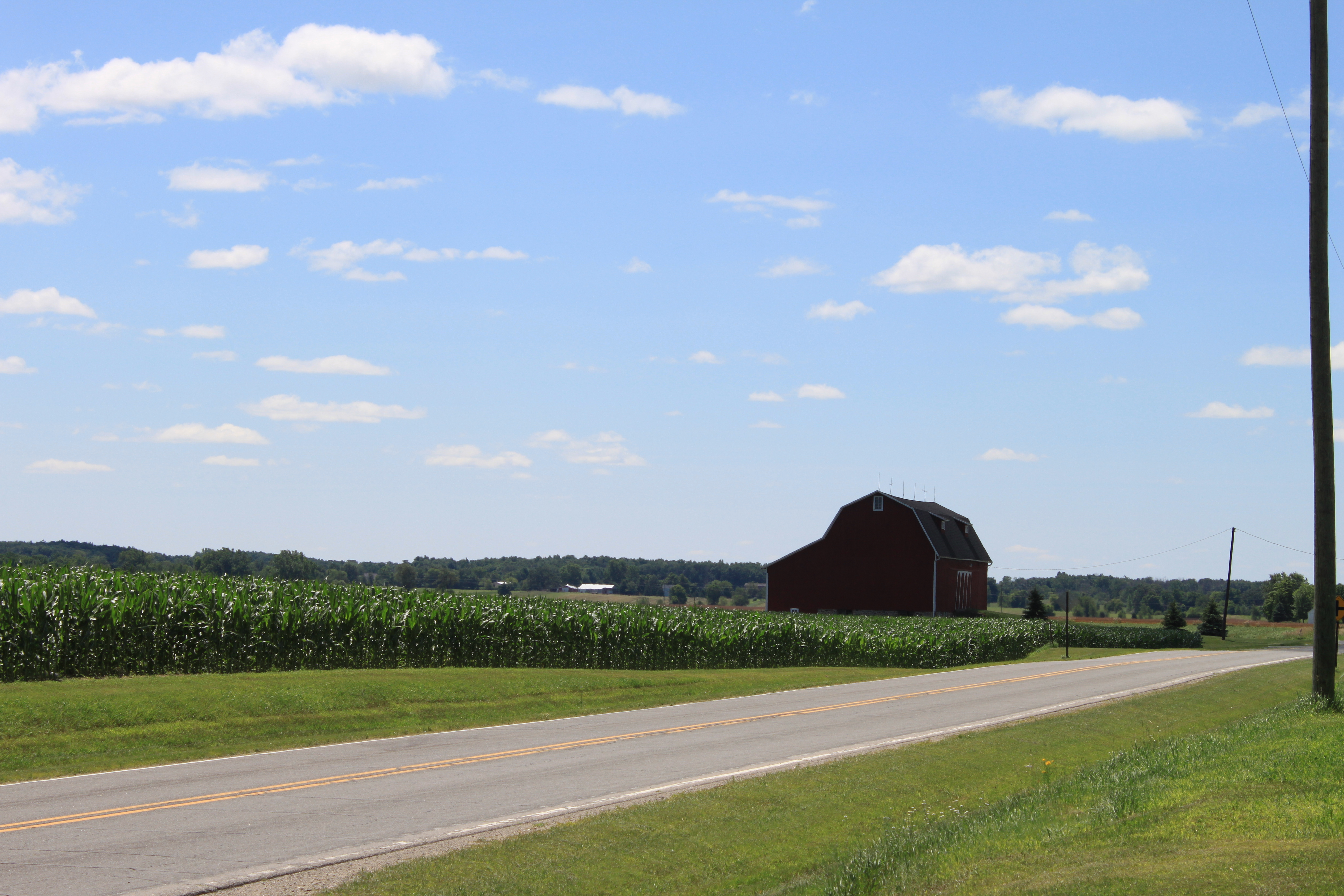
柯林頓路與布朗路旁的玉米田
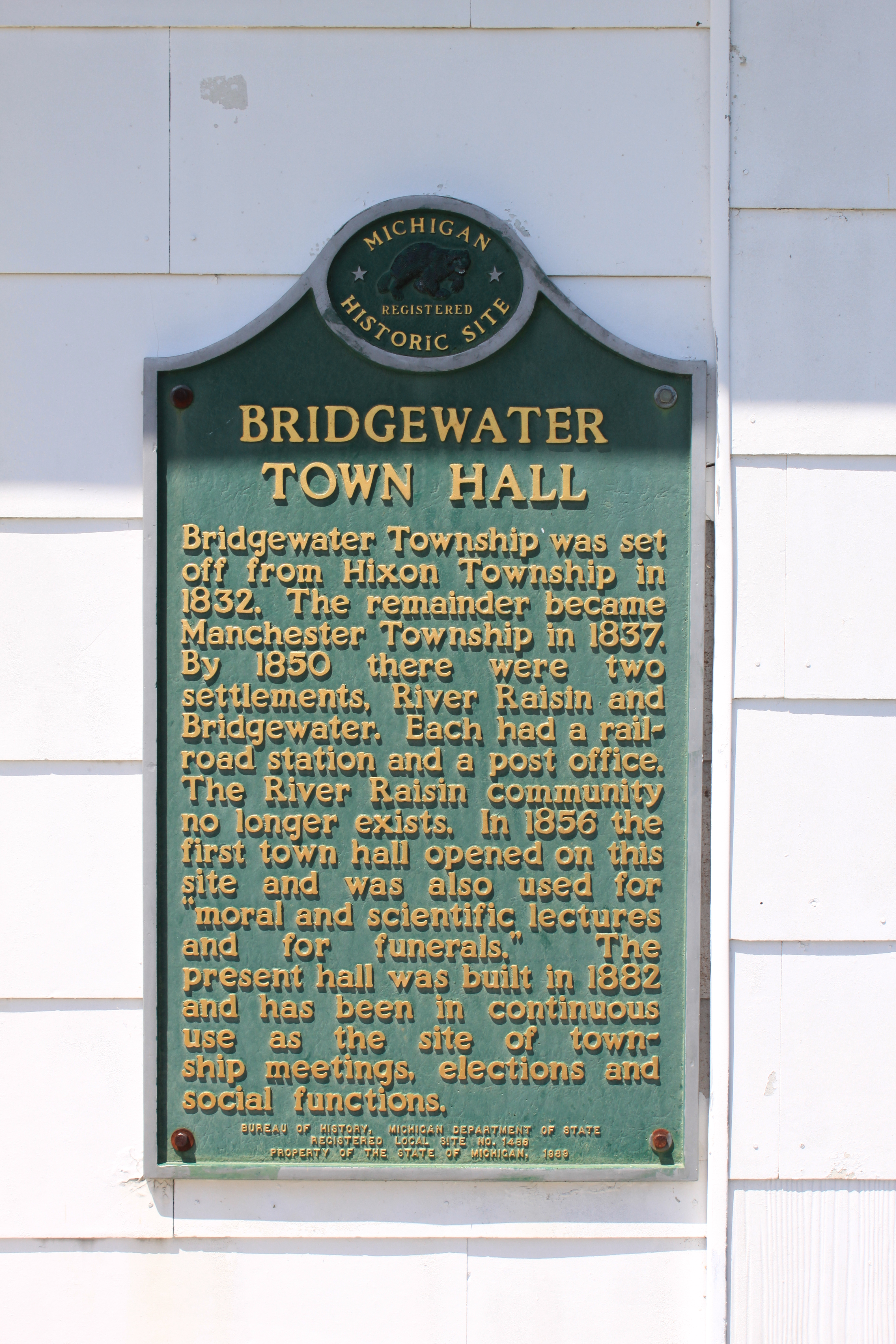
地方政府廳舍的州立紀念牌匾
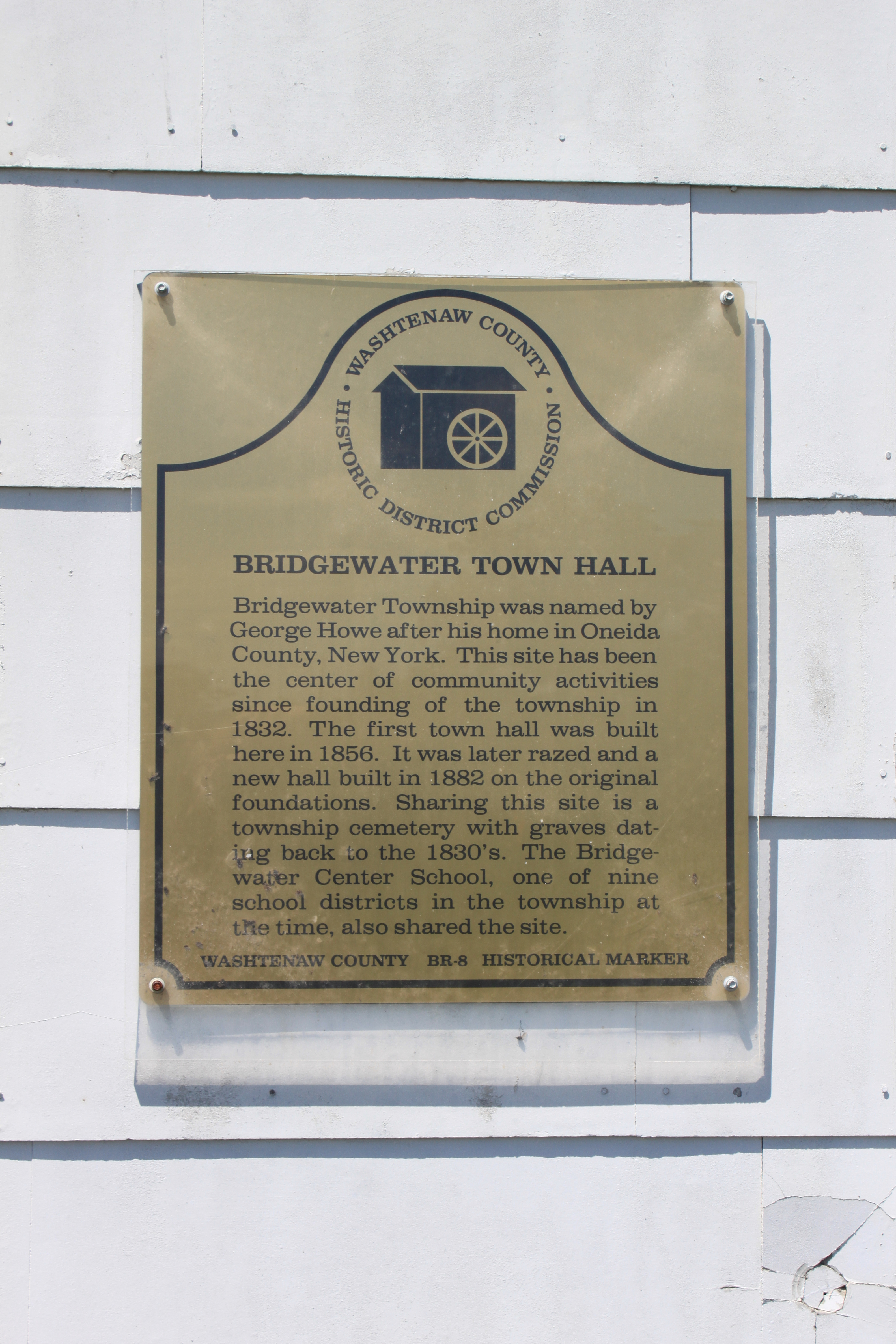
地方政府廳舍的縣立紀念牌匾
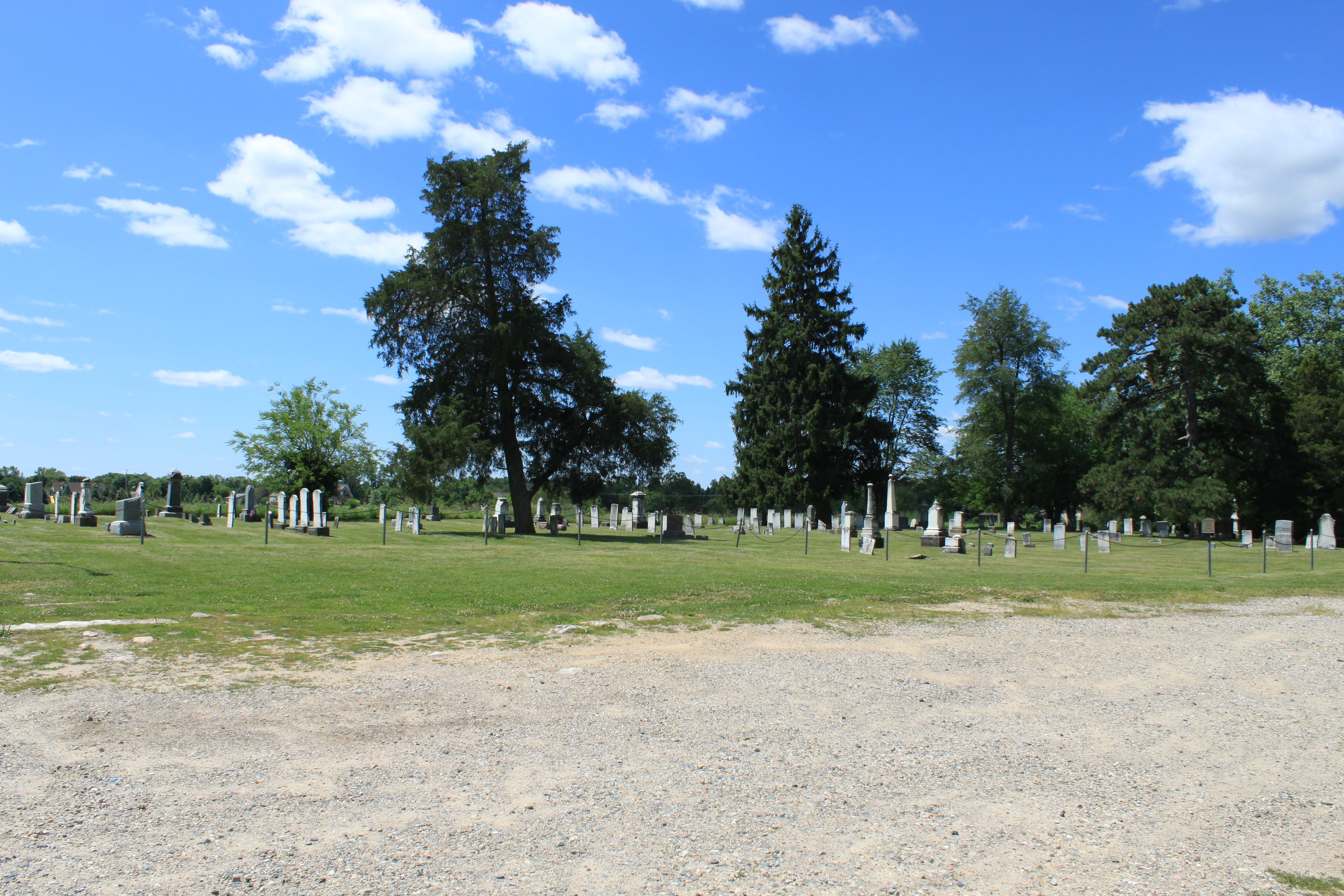
鄰近地方政府廳舍的墓園
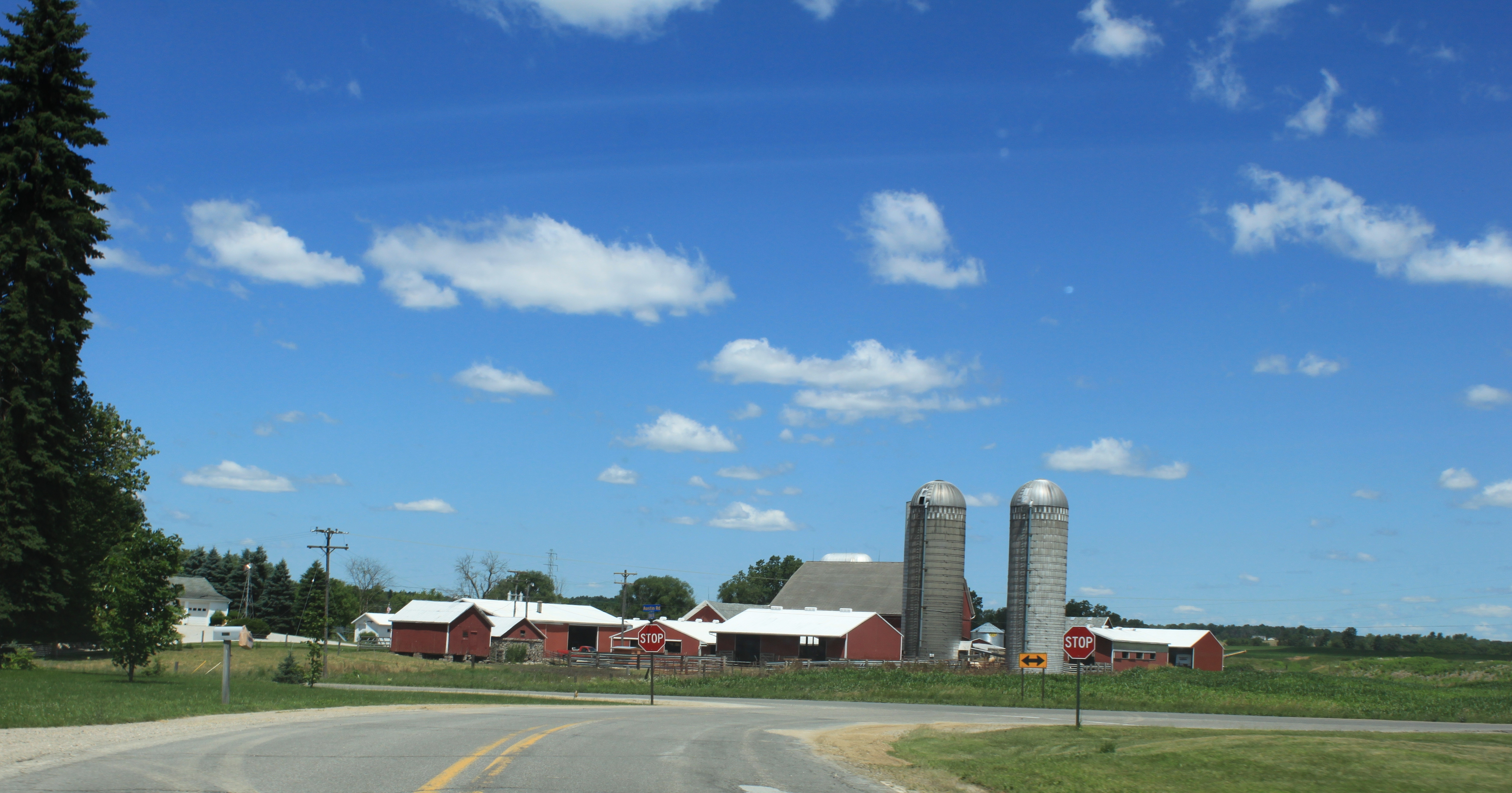
柯林頓路與布朗路旁的農場
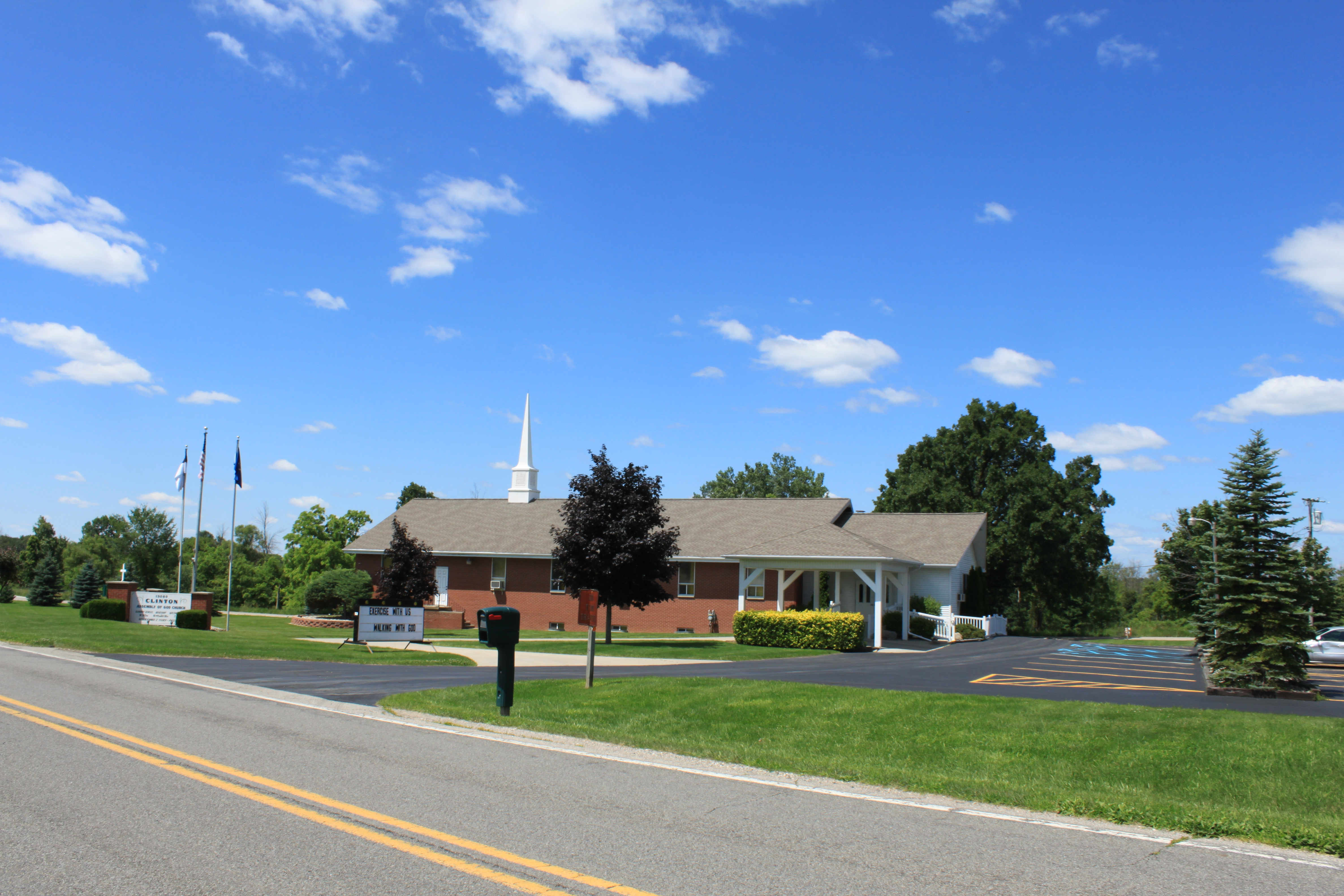
柯林頓路上的柯林頓神召会教堂
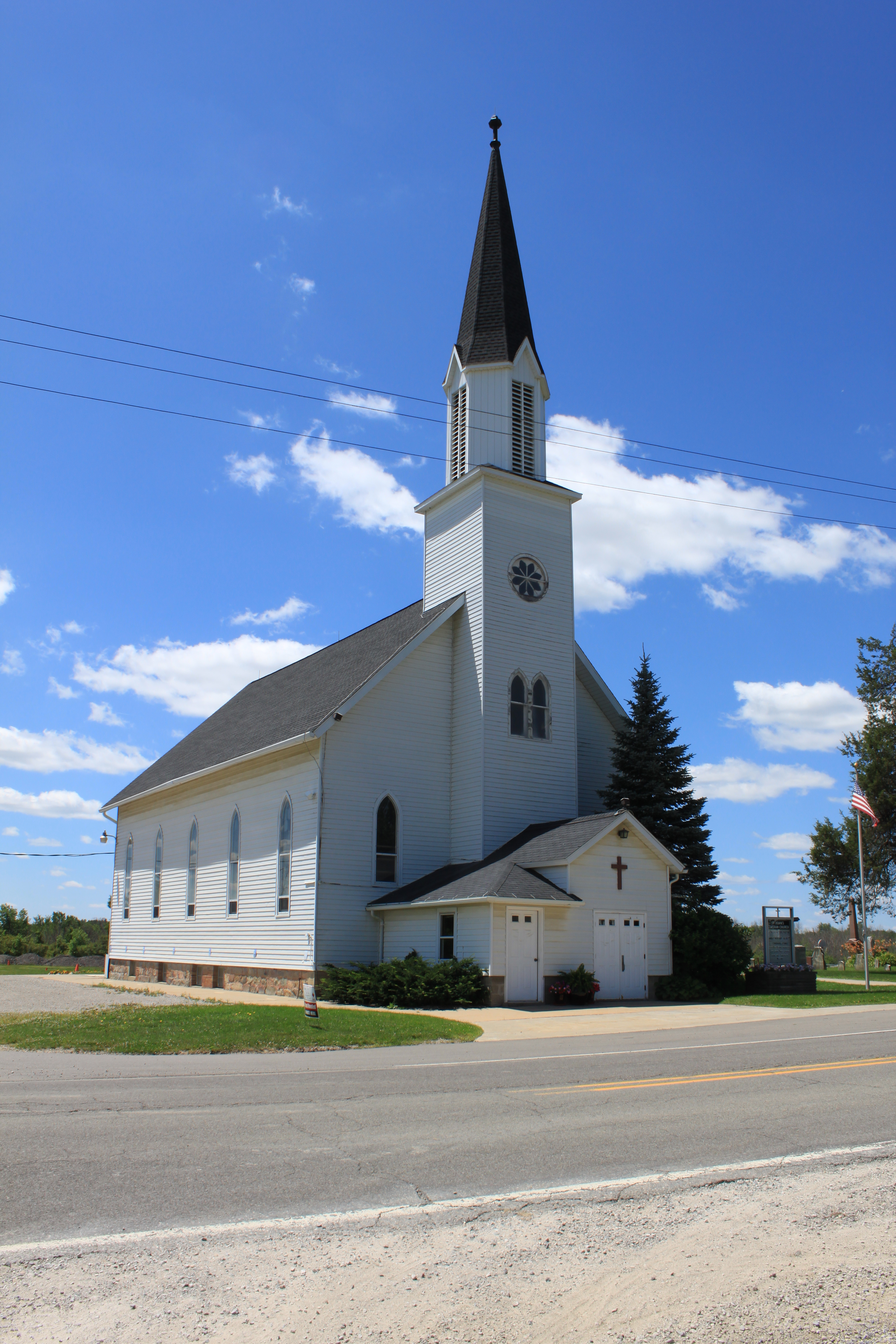
奧斯汀路上的聖約翰路德教堂

## 外部連結
- Bridgewater Township official website （页面存档备份，存于）